# العلاقات البوسنية البلجيكية
العلاقات البوسنية البلجيكية هي العلاقات الثنائية التي تجمع بين البوسنة والهرسك وبلجيكا.

## مقارنة بين البلدين
هذه مقارنة عامة ومرجعية للدولتين:
| وجه المقارنة                                              | البوسنة والهرسك                                             | بلجيكا                                                                              |
| --------------------------------------------------------- | ----------------------------------------------------------- | ----------------------------------------------------------------------------------- |
| المساحة (كم2)                                             | 51.20 ألف                                                   | 30.53 ألف                                                                           |
| عدد السكان (نسمة)                                         | 3.51 مليون                                                  | 11.37 مليون                                                                         |
| الكثافة السكانية (ن./كم²)                                 | 68.55                                                       | 372.42                                                                              |
| العاصمة                                                   | سراييفو                                                     | بروكسل                                                                              |
| اللغة الرسمية                                             | اللغة البوسنوية، اللغة الكرواتية، اللغة الصربية             | اللغة الهولندية، لغة فرنسية، اللغة الألمانية                                        |
| العملة                                                    | مارك بوسني                                                  | يورو، فرنك بلجيكي                                                                   |
| الناتج المحلي الإجمالي (بليون دولار)                      | 18.17 مليار                                                 | 492.68 مليار                                                                        |
| الناتج المحلي الإجمالي (تعادل القوة الشرائية) بليون دولار | 41.35 مليار                                                 | 514.74 مليار                                                                        |
| الناتج المحلي الإجمالي الاسمي للفرد دولار أمريكي          | 4.25 ألف                                                    | 40.32 ألف                                                                           |
| الناتج المحلي الإجمالي للفرد دولار أمريكي                 | 10.43 ألف                                                   | 43.44 ألف                                                                           |
| مؤشر التنمية البشرية                                      | 0.733                                                       | 0.890                                                                               |
| رمز المكالمات الدولي                                      | +387                                                        | +32                                                                                 |
| رمز الإنترنت                                              | .ba                                                         | .be                                                                                 |
| المنطقة الزمنية                                           | توقيت وسط أوروبا، ت ع م+01:00، ت ع م+02:00، أوروبا/سراييفو ‏ | توقيت وسط أوروبا، ت ع م+01:00، ت ع م+02:00، توقيت وسط أوروبا الصيفي، أوروبا/بروكسل ‏ |

## منظمات دولية مشتركة
يشترك البلدان في عضوية مجموعة من المنظمات الدولية، منها:
| علم المنظمة | اسم المنظمة                               | تاريخ انضمام البوسنة والهرسك | تاريخ انضمام بلجيكا |
| ----------- | ----------------------------------------- | ---------------------------- | ------------------- |
|             | الاتحاد البريدي العالمي                   | ?                            | ?                   |
|             | اتفاقية السماوات المفتوحة                 | ?                            | ?                   |
|             | مؤسسة التنمية الدولية                     | 25 فبراير 1993               | 2 يوليو 1964        |
|             | منظمة حظر الأسلحة الكيميائية              | ?                            | ?                   |
|             | الأمم المتحدة                             | 22 مايو 1992                 | 27 ديسمبر 1945      |
|             | المنظمة الأوروبية لسلامة الملاحة الجوية   | 2004                         | 1960                |
|             | وكالة ضمان الاستثمار متعدد الأطراف        | 19 مارس 1993                 | 18 سبتمبر 1992      |
|             | منظمة الشرطة الجنائية الدولية             | ?                            | ?                   |
|             | مؤسسة التمويل الدولية                     | 25 فبراير 1993               | 27 ديسمبر 1956      |
|             | البنك الدولي للإنشاء والتعمير             | 25 فبراير 1993               | 27 ديسمبر 1945      |
|             | الاتحاد الدولي للاتصالات                  | 20 أكتوبر 1992               | 1866                |
|             | مجلس أوروبا                               | 24 أبريل 2002                | ?                   |
|             | منظمة الأمن والتعاون في أوروبا            | 30 أبريل 1992                | 25 يونيو 1973       |
|             | المركز الدولي لتسوية المنازعات الاستشارية | 13 يونيو 1997                | 26 سبتمبر 1970      |
|             | يونسكو                                    | 2 يونيو 1993                 | 29 نوفمبر 1946      |

## أعلام
هذه قائمة لبعض الشخصيات التي تربطها علاقات بالبلدين:
- تينو سفن سوشتيش (لاعب كرة قدم بوسني، 13 فبراير 1992[22] – )
- داني ميلوشيفيتش (لاعب كرة قدم بلجيكي، 9 مارس 1995[23] – )
- غوردان فيدوفيتش (لاعب كرة قدم بلجيكي، 23 يونيو 1968[24] – )

## وصلات خارجية
- موقع وزارة الخارجية البوسنية
- موقع وزارة الخارجية البلجيكية